# Madonna in trono col Bambino tra i santi Lorenzo e Giuliano
La Madonna in trono col Bambino tra i santi Lorenzo e Giuliano è un dipinto a tempera e oro su tavola (170x61 cm) di Gentile da Fabriano, databile al 1423-1425 circa e conservata nella Frick Collection di New York.

## Storia
L'opera viene in genere datata al periodo fiorentino dell'artista, in un momento di transizione tra gli splendori gotici della Pala Strozzi e gli accenni rinascimentali del Polittico Quaratesi. La stessa cornice, originale, con i pilastrini e l'arco acuto fogliato è tipica dell'ambiente toscano: su di esso si trova l'iscrizione "S[an]c[tus] Laure[n]tius" e "S[an]C[tus] Iulianus".

## Descrizione e stile
Sullo sfondo oro la Madonna col Bambino in grembo sta seduta su un trono coperto da un drappo rosso, con ai piedi, inginocchiati, i santi Lorenzo e Giuliano. L'aureola di Maria presenta caratteri pseudocufici e rilievo. Al posto dei motivi ostentatamente ricchi e ipnotici della stoffa in opere come l'Incoronazione della Vergine di Los Angeles, l'artista usò qui un più sobrio drappo rosso per coprire il trono, che cade fluente con sfumature smaltate e un po' fredde ricordando le opere di Lorenzo Monaco. Anche la disposizione dei santi, quasi in tralice, rimanda ad opere fiorentine, di Masaccio (il Trittico di San Giovenale). Soprattutto per il cavaliere Giuliano la posizione di tre quarti permette di evidenziare la foggia elegante della veste, una giornea con lunghe maniche sfrangiate. Innovativa, nei santi, è anche la luce, che non è più convenzionalmente sul viso, ma proviene da destra, lasciando un po' in ombra Giuliano.
Lorenzo, che ha vicino a sé la graticola del suo martirio, esibisce un ricchissimo ricamo sulla dalmatica e rivolge a Gesù un intenso sguardo di adorazione. Preziosa è anche la veste del Bambino, che è in carne e rivolge uno sguardo vivace al cardellino, simbolo della Passione, che svolazza lì vicino, legato a un laccio.